# Sam Williams (cestista 1959)
Samuel Keith Williams, detto Sam (Los Angeles, 7 marzo 1959), è un ex cestista statunitense, professionista nella NBA, in Italia e in Francia.

## Carriera
Venne selezionato dai Golden State Warriors al secondo giro del Draft NBA 1981 (33ª scelta assoluta).